# Leaked Demos 2006
Leaked Demos 2003  es un álbum recopilatorio de la banda de rock alternativo Brand New. Las grabaciones se filtraron originalmente el 24 de enero de 2006 antes de ser lanzadas oficialmente en cinta de casete casi diez años después, el 8 de diciembre de 2017. El 12 de enero de 2016, las canciones se pusieron a disposición como descarga digital.
Tras su fuga inicial en 2006, las canciones no tenían título, por lo que simplemente se las menciona por su número de lista de canciones. Durante el año siguiente, cuatro de las pistas fueron lanzadas, "Yeah (Sowing Season)" y "Luca" fueron re-trabajadas y grabadas para The Devil and God Are Raging Inside Me, " Fork and Knife " fue regrabada y retrabajada como sencillo independiente mientras que "Brother's Song" se lanzó como un lado B titulado "Brothers" y también se rediseñó en otro lado B titulado "aloC-acoC". Con el paso de los años, los títulos oficiales se revelaron gradualmente a través de setlists para las pistas restantes, antes de que se anunciara la lista de canciones final en 2015.

## Grabación
La filtración original era parte de una "colección más grande de canciones" que se encontraban en varias etapas de producción. Algunas de las grabaciones solo presentaban a Lacey tocando una guitarra acústica, mientras que otras eran arreglos de banda completa. Para el primer lanzamiento oficial en 2015, las canciones se sometieron a restauración de audio , con la banda lanzando versiones de calidad superior a la fuga original.

## Lista de canciones
| N.º | Título                 | Letras        | Duración |  |
| 1.  | «Good Man»             |               | 1:59     |  |
| 2.  | «1996»                 |               | 4:57     |  |
| 3.  | «Brother's Song»       |               | 3:46     |  |
| 4.  | «Missing You»          |               | 4:56     |  |
| 5.  | «Nobody Moves»         |               | 6:58     |  |
| 6.  | «Luca»                 |               | 4:10     |  |
| 7.  | «Fork and Knife»       | Accardi/Lacey | 2:57     |  |
| 8.  | «Yeah (Sowing Season)» |               | 5:01     |  |
| 9.  | «Battalions»           |               | 5:34     |  |